# Franz Schalling
Franz Schalling – SS Scharführer, Niemiec, urodzony w Berlinie. Pracownik Ordnungspolizei w Litzmannstadt, później członek załogi Niemieckiego Obozu Zagłady w Chełmnie nad Nerem (Kulmhof). Jedna z osób nagranych ukrytą kamerą przez Claude'a Lanzmanna w filmie „Shoah”. Opisał proces mordowania ofiar przy pomocy spalin samochodowych. W 1978 roku Claude Lanzmann odnalazł go i namówił do spotkania. Schalling mieszkał wówczas w jednej z dzielnic Berlina Zachodniego.